# ضياء الدين أحمد
سير ضياء الدين أحمد (13 فبراير 1873 - 23 ديسمبر 1947) رياضياتي هندي خلال حقبة الهند البريطانية، وبرلماني، ومنطقي، وفليسوف طبيعي، وسياسي، وتربوي وباحث. كان عضوًا في حركة عليكره ونائبًا أول لجامعة عليكره الإسلامية. وعميد جامعة عليكره الإسلامية بالهند. شغل منصب نائب رئيس جامعة عليكرة الإسلامية لثلاث فترات.
في عام 1917 أصبح عضوًا في لجنة جامعة كلكتا، والمعروفة أيضًا باسم لجنة سادلر.